# Velika nagrada Ria de Janeira 1949
Velika nagrada Ria de Janeira 1949 je bila prva dirka za Veliko nagrado v Sezoni Velikih nagrad 1949. Odvijala se je 27. marca 1949 na brazilskem dirkališču Gávea. 

## Rezultati

### Dirka
| Poz | Dirkač                     | Moštvo              | Dirkalnik        | Krogi | Čas/Odstop |
| --- | -------------------------- | ------------------- | ---------------- | ----- | ---------- |
| 1   | Luigi Villoresi            | Scuderia Ambrosiana | Maserati 4CLT    | 15    | 1:57:17.3  |
| 2   | Giuseppe Farina            | Scuderia Ferrari    | Ferrari 125C     | 15    | 1:57:59.3  |
| 3   | Francisco Marques          | Privatnik           | Maserati 4CL     | 15    | 2:03:18.6  |
| 4   | Aloísio Fontenelle         | Privatnik           | Alfa Romeo Monza | 15    | 2:04:46.7  |
| 5   | Henrique Casini            | Privatnik           | Alfa Romeo Monza | 14    | +1 krog    |
| 6   | Annuar de Góes             | Privatnik           | Maserati 4C      | 13    | +2 kroga   |
| Ods | Domingos Lopes             | Privatnik           | Bugatti          | 9     | Trčenje    |
| Ods | Chico Landi                | Privatnik           | Maserati 4CL     | 7     | Trčenje    |
| Ods | Alberto Ascari             | Scuderia Ambrosiana | Maserati 4CLT    |       | Trčenje    |
| Ods | Benedicto Lopes            | Privatnik           | Bugatti          |       |            |
| DNS | Antônio Fernandes da Silva | Privatnik           | Maserati         |       |            |
| DNS | Carlos Barbosa             | Privatnik           | Maserati         |       |            |
| DNS | Nino Stefanini             | Privatnik           | Alfa Romeo       |       |            |
| DNS | Rodrigo Miranda            | Privatnik           | Maserati         |       |            |